# Daisuke Namikawa
Daisuke Namikawa (jap. 浪川 大輔 Hirakawa Daisuke; ur. 2 kwietnia 1976) – japoński seiyū, aktor dubbingowy i wokalista, były aktor dziecięcy.

## Wybrane role głosowe
- 1996: Detektyw Conan – Shiro Ogata
- 1998: Yu-Gi-Oh! – Hayama
- 2001: Tennis no ōjisama – Chotaro Ōtori
- 2002: Naruto – Sumaru
- 2003: Beyblade G-Revolution – Hitoshi Kinomiya
- 2003: Onegai Twins – Maiku Kamishiro
- 2003: Gilgamesh –
  - Tatsuya Madoka,
  - Terumichi Madoka
- 2004: Kyō kara maō! – Ryan
- 2004: Gantz – Kei Kurono
- 2005: Tsubasa Reservoir Chronicle – Fai D. Flourite
- 2005: Hachimitsu to Clover – Rokutarō
- 2005: Full Metal Panic! – Leonard Testarossa
- 2006: Utawarerumono – Benawi
- 2006: Ouran High School Host Club – Tetsuya Sendō
- 2006: Black Lagoon – Rock
- 2006–2007: Colourcloud Palace – Eigetsu/Yogetsu To
- 2006: Pokémon – Goyō
- 2006–2008: Katekyō Hitman Reborn! –
  - Giotto/Vongola Primo,
  - Przyszły Sawada Tsunayoshi
- 2007: D.Gray-man – Dodge
- 2007: Bleach – Ulquiorra Cifer
- 2007: Kidō Senshi Gundam 00 – Michael Trinity
- 2007: Seto no hanayome – Yoshiuo Minamoto
- 2008: Spice and Wolf – Zheren
- 2008: Miecz nieśmiertelnego – Araya Kawakami
- 2009: Hajime no Ippo – Itagaki Manabu
- 2009–2021: Axis Powers Hetalia –
  - Włochy Południowe,
  - Włochy Północne
- 2009: Hanasakeru seishōnen – Książę Rumaty Ivan of Raginei
- 2009: 07-Ghost – Mikage
- 2009–2024: Kimi ni todoke – Shōta Kazehaya
- 2009: Kobato. –
  - Ginsei,
  - Fai D. Flourite
- 2009: Fairy Tail –
  - Siegrain/Jellal,
  - Mystogan
- 2009–2013: One Piece – Eustass Kid
- 2010: Mitsudomoe – Gachi Ranger Blue
- 2010: Doraemon – Johann Marusheru
- 2011–2012: Fate/Zero – Waver Velvet
- 2011: Hunter × Hunter – Hisoka Morow
- 2012: Shin sekai yori – Squealer
- 2012: Magic Kaito – Gunter von Goldenberg
- 2012: Medaka Box – Kōki Akune
- 2012: Jak zostałam bóstwem!? – Dragon King
- 2014–2015: Haikyu!! – Tōru Oikawa
- 2014–2018: Tokyo Ghoul – Kishō Arima
- 2015: Pasożyt – Miki
- 2015: Gintama – Hitotsubashi Nobunobu
- 2015: Ore monogatari!! – Hayato Oda
- 2015: One-Punch Man – Doktor Genus
- 2015: Prison School – Jōji Nezu
- 2016: Hai to gensō no Grimgar – Kikkawa
- 2016: Relife – Nobunaga Asaji
- 2017: Oblubienica czarnoksiężnika – Lindel
- 2017: Aho Girl – pies
- 2017: Tsurezure Children – Shinichi Katori
- 2017–2019: Black Clover –
  - Kuba Rozpruwacz,
  - Kirsch Vermillion
- 2018: Łowca dusz – Chū Ō
- 2018: Boruto: Naruto Next Generations – Momoshiki Ōtsutsuki
- 2018: Hugtto! Pretty Cure – Uchifuji
- 2018: Violet Evergarden – Gilbert Bougainvillea
- 2018: Full Metal Panic! – Leonard Testarossa
- 2018: Miecz zabójcy demonów – Kimetsu no Yaiba – Haganezuka
- 2020: Dungeon ni deai o motomeru no wa machigatteiru darō ka – Dix Perdix
- 2020: Digimon Adventure – Yamato Ishida
- 2020: BNA: Brand New Animal – Pinga
- 2021: Mushoku Tensei – Ruijerd Superdia
- 2021: Re: Zero – Życie w innym świecie od zera – Arch
- 2021: Kumo desu ga, nani ka? – Black
- 2021: Jujutsu Kaisen – Chōsō
- 2021: Edens Zero – James Holloway
- 2021–2023: Tokyo Revengers – Ran Haitani
- 2023: Nier: Automata Ver1.1a – Adam
- 2023: Hori-san to Miyamura-kun – Takeru Sengoku
- 2023: Watashi no oshi wa akuyaku reijō. – Thane Bauer
- 2023: MF Ghost – Daigo Ōishi
- 2023: Kage no jitsuryokusha ni naritakute!
- 2024: Sasaki to Pii-chan – French
- 2024: Odrodzony jako galareta – Damrada